# Владислав Людвік Анчиць
Владислав Людвік ́Анчиць (пол. Władysław Ludwik Anczyc; псевдоніми — Казімеж Гуральчик; В. А. Лассота; нар. 12 грудня 1823, Вільно — пом. 28 липня 1883, Краків) — польський драматург, публіцист, поет, видавець.

## Біографія
Народився 12 грудня 1823 року в місті Вільно (нині Вільнюс, Литва) в сім'ї акторів. 1847 року закінчив Ягеллонський університет у Кракові, в якому здобув медичну освіту. З 1849 року був доцентом кафедри хімії та фармації.
Упродовж 1858−1867 років працював редактором у Варшаві, був одним із укладачів реєстру гасел до 28 томів «Універсальної енциклопедії» Самуеля Оргельбранда.
1868 року повернувся до Кракова, де займався просвітницькою, видавничою й театральною діяльністю. 1875 року став засновником власної друкарні. Помер у Кракові 28 липня 1883 року. Похований в Кракові на Раковицькому цвинтарі.

## Творчість
1848 року дебютував як сатирик у журналі «Додатек до Швістка» (пол. «Dodatek do Świstka»). Автор збірки поезій «Пісні пробуджених» (пол. «Pieśni zbudzonych»; 1963); серед патріотичних поезій одна з найбільш відомих — «У Татрах» (пол. «W Tatry»). У кількох публіцистичних статтях популяризував театр та драматургію.
Його п'єси ставилися у Краківському театрі. В одноактній п'єсі «Селяни-аристократи» (пол. «Chlopi i Arystokraci», 1849) показав життя польського села після скасування панщини. 1865 року ця п'єса під назвою «Мужики-аристократи» в перекладі Остапа Левицького була вперше поставлена у Львові Руським народним театром. Відтоді часто з'являлась на українській сцені в Галичині. 1884 року Іван Карпенко-Карий переробив її на жарт-водевіль «З Івана — пан, а з пана — Іван».
Автор водевілю «Роберт і Бертран, або Два злодії» (1871). Йшов у Руському народному театрі з 1876 року в перекладі І. Гродського; п'єси «Селянська еміграція» (пол. «Emigracja chłopska», 1876), історичної драми «Косцюшко під Рацлавіцами» (пол. «Kościuszko pod Racławicami», 1881), публіцистичної праці «Пияцтво, нужда і згуба селян» (1867), опублікованих у Львові у 1876 році в українських перекладах Олександра Стефановича.

## Вшанування
В Кракові є вулиця Анчиця.